# Stiga

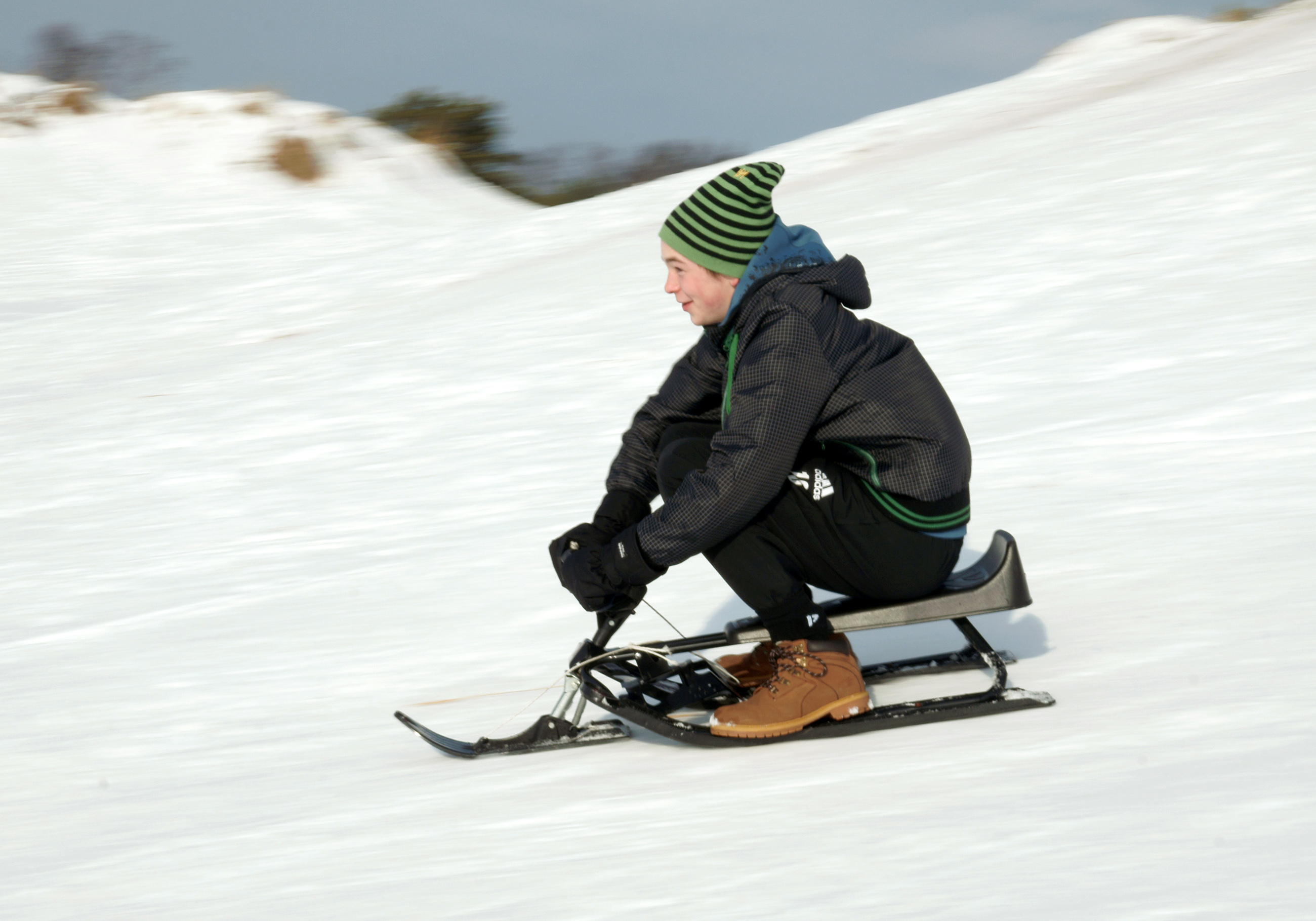
Une luge de marque Stiga

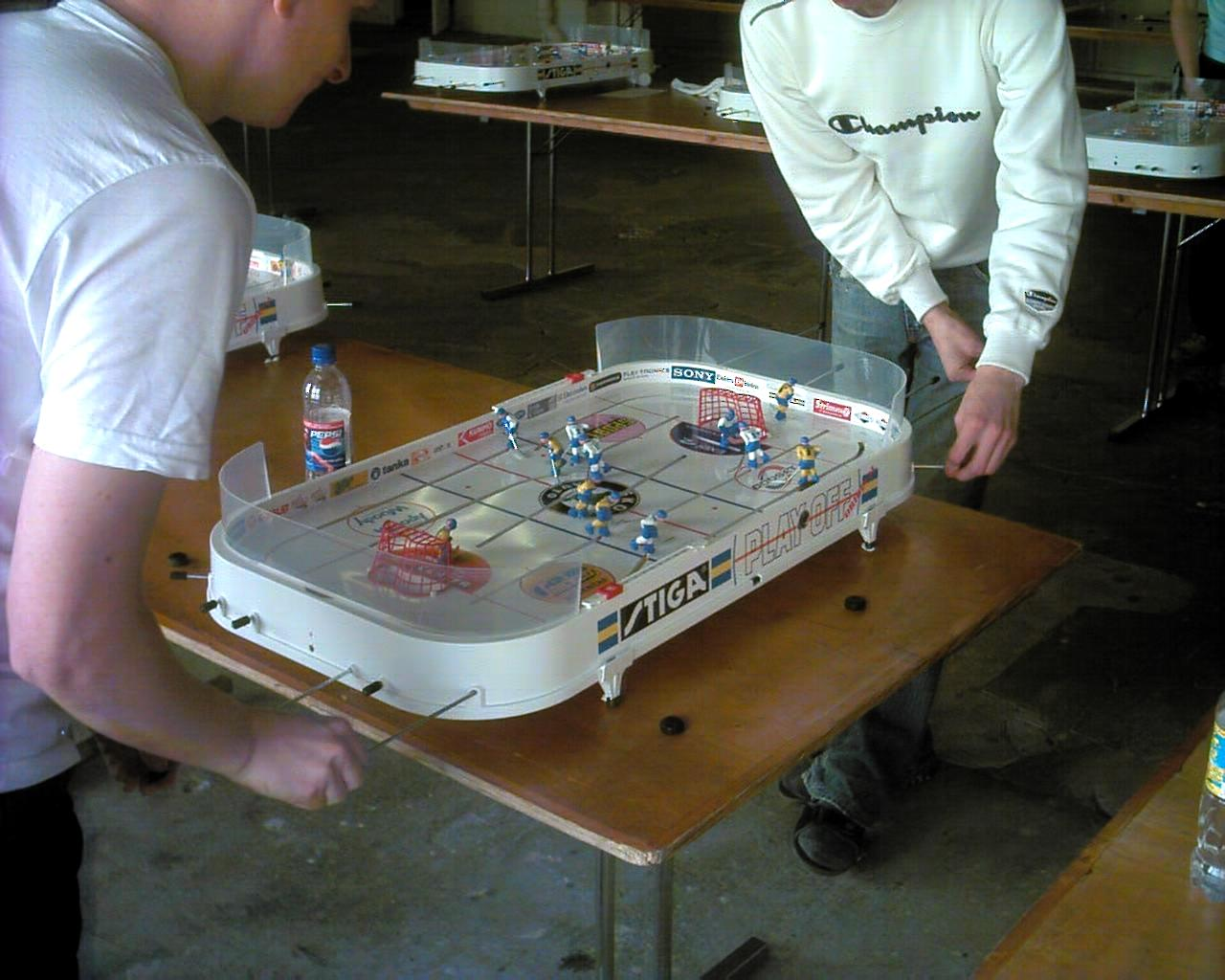
Un jeu de hockey sur table

Stiga SpA est un fabricant d'équipements de jardin et de produits de sport basé à Castelfranco Veneto, en Italie.
Initialement, l'entreprise a été fondée en Suède en 1934 et est restée indépendante jusqu'en 2000, après quoi elle a fusionné avec le groupe Global Garden Products (GGP), le nom Stiga restant comme marque. En 2007, environ 320 personnes travaillaient au siège social de Tranås, et environ 1 300 dans l'ensemble du groupe. Les ventes en 2009 s'élevaient à environ 5 milliards de couronnes suédoises.
Après s'être rebaptisée Stiga Group et avoir transféré son siège social en Italie, l'entreprise emploie désormais 1 750 personnes, dont 600 en Italie ; le chiffre d'affaires est d'environ 500 millions d'euros par an.

## Histoire
Stiga a été fondée en 1934 par Stig Hjelmquist (* 20 juin 1911, † 1985  ) sous le nom de Fabriksprodukter. En 1938, il rebaptise l'entreprise Stigma, puis Stiga. En 1941, l'entreprise produit des balles de fusil. En 1944 commence la production d'articles de tennis de table tels que des tables, des filets, des balles et des raquettes et des jeux de hockey sur table. Un peu plus tard, Stiga coopére avec l'Association suédoise de tennis de table, ce qui permet de soutenir le succès des meilleurs joueurs de tennis de table suédois. En 1957, la gamme a été élargie pour inclure des jeux de hockey de table.
En 1964 l'entreprise developpe des tondeuses à gazon. En 1971, Stiga ouvre des bureaux de vente à Londres et à Helsinki.
En 1976, une nouvelle usine Stiga de 18 000 m² est inaugurée par le roi Carl XVI. Gustave. Avec une superficie totale de 24 000 m², c'était la plus grande usine de production de tondeuses à gazon motorisées des pays nordiques.
En 1981, l'entreprise est réorganisée en trois divisions basées sur les produits : Sports, Armes et Jardin.
En 1983, Stiga vend la division tennis de table et se concentre sur la production d'équipements de jardinage. Selon ses propres informations, Stiga était au milieu des années 1980 le plus grand fabricant de tondeuses à gazon en Europe. En 1997, Stiga était présente dans 40 pays, dont la Nouvelle-Zélande, l'Amérique du Nord, l'Amérique du Sud et l'Europe de l'Est.
En 2000, Stiga fusionne avec plusieurs autres sociétés pour former le groupe Global Garden Products (GGP).
En juin 2017, la société a annoncé qu'elle se rebaptise Stiga Group. Le groupe comprend désormais la marque mondialement connue Stiga et les marques locales Alpina, Mountfield, ATCO et Castelgarden. Le siège nouvellement construit est situé à Castelfranco Veneto (Italie), près de Venise, depuis juin 2018. Selon ses propres informations, l'entreprise possède des succursales dans 13 pays et des installations de production dans trois ( Italie, Slovaquie et Chine ) et vend plus d'un million de produits dans plus de 70 pays.

## Stiga Jardin
Stiga est une marque de tondeuses à gazon et d'outils de jardin motorisés tels que tondeuses à gazon, tondeuses robots, tondeuses autoportées et tondeuse tractées, coupe-herbe, débroussailleuses, tronçonneuses, taille-haies, broyeurs, souffleurs de feuilles, scarificateurs, motobineuses et tondeuses à barres, de l'outillage filaire comme des appareils sans fil fonctionnant sur batterie.

## Stiga Sport

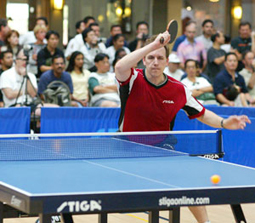
Le pongiste Sean O'Neill jouant sur une table Stiga.

La marque Stiga est désormais également utilisée par la société suédoise Stiga Sports pour la production d'articles de sport, notamment du tennis de table, des luges directrices et du hockey sur table.
Bengt Bandstigen a fondé en 1966 la société de tennis de table BANDA, qui deviendra plus tard STIGA Sports AB.
En 1983, la société commence à vendre des produits de tennis de table Stiga et acquiert la division STIGA Games en 2006.

## References
1. ↑  (sv) Thorsten Sandberg, « Stiga – från pingisbollar till åkgräsklippare », sur popularhistoria.se, 15 février 2009 (consulté le 5 février 2024).
2. ↑  Stiga: about us
3. ↑  STIGA Group inaugurates new green HQ. In: corporate.stiga.com. 26. Juni 2018
4. ↑  « Changement de nom » (archivé sur Internet Archive) : « Global Garden Products Group (GGP) Changes Its Name to Stiga Group »
5. ↑  https://archive.is/20160511071249/http://ekuriren.se/jobbpengar/1.4048842-ny-vd-pa-stiga

## Liens web
- Stiga.com - page d'accueil (consultée le 17 juillet 2017)
- Stiga.com - page d'accueil de la division tennis de table (anglais) (consulté le 17 juillet 2017)
- Histoire de Stiga (anglais) (consulté le 17 juillet 2017)
- Histoire de Stiga (suédois) (consulté le 17 juillet 2017)